# 岩黄树
岩黄树（学名：Xanthophytum kwangtungense）为茜草科岩黄树属下的一个种。